# Trương Văn Bang
Trương Văn Bang (1911 - 1981) là một nhà cách mạng và chính khách Việt Nam. Ông từng giữ nhiều chức vụ quan trọng của Đảng Cộng sản Đông Dương như Bí thư Tỉnh ủy Biên Hòa, Bí thư Thành ủy Sài Gòn - Gia Định, Bí thư Xứ ủy Nam Kỳ.

## Thân thế và sự nghiệp
Ông sinh năm 1912, quê xã Phước Lại, huyện Cần Giuộc, tỉnh Chợ Lớn (nay thuộc huyện Cần Giuộc, tỉnh Long An), xuất thân trong một gia đình nông dân nghèo. Ông là con thứ hai trong gia đình, vì vậy theo thông lệ Nam Bộ, ông còn được gọi là Ba Bang.
Giữa thập niên 1920, như nhiều thanh thiếu niên Nam Bộ bấy giờ, ông ngưỡng mộ nhà chí sĩ trẻ Nguyễn An Ninh và tư tưởng cách mạng của ông. Chính vì vậy, cuối năm 1924, ông cùng người anh em họ là Trương Văn Khải hoạt động tích cực hỗ trợ Nguyễn An Ninh gây dựng cơ sở cho đảng Thanh niên Cao vọng. Bấy giờ, Nguyễn An Ninh vừa cưới Trương Thị Sáu, cô ruột của Ba Bang.
Năm 1930, ông gia nhập Đảng Cộng sản Đông Dương, năm 1931, huyện ủy viên huyện Cần Giuộc. Năm 1932, tỉnh ủy viên Chợ Lớn, Bí thư Ban cán sự Tỉnh ủy Biên Hòa – Bà Rịa. Bí thư Tỉnh ủy Biên Hòa. Năm 1933, Bí thư Thành ủy Sài Gòn - Gia Định, Bí thư Xứ ủy Nam Kỳ. Bị bắt ở khám lớn Sài Gòn, đày ra Côn Đảo.
Năm 1941, ông ra tù, bị bắt trở lại, đưa đi an trí ở Bà Rá. Đầu năm 1945, vượt ngục về Chợ Lớn, tham gia khởi nghĩa cách mạng tháng 8/1945.
Những ngày đầu kháng chiến chống Pháp, chỉ huy tiểu đoàn 724, lấy tên là tiểu đoàn Nguyễn An Ninh, hoạt động miệt Cần Giuộc, Nhà Bè, Trung Huyện. Năm 1947, ông công tác ở Trung ương cục Miền Nam, Trưởng ban Tổ chức Phân liên khu miền Đông.
Năm 1954, ông tập kết ra Bắc, công tác ở Cục Cán bộ Tổng cục Chính trị Quân đội nhân dân Việt Nam.
Sau ngày giải phóng, ông nghỉ hưu ở thành phố Hồ Chí Minh và mất tại đây năm 1981.

## Gia đình
Con trai ông là Trung tướng Trương Hòa Bình, nguyên Ủy viên Bộ chính trị, nguyên Thứ trưởng Bộ Công an, nguyên Phó Thủ tướng Thường trực Chính phủ nước Cộng hòa xã hội chủ nghĩa Việt Nam.